# Leiocephalikon
Leiocephalikon is een geslacht van uitgestorven Microsauria binnen de familie Gymnarthridae, dat tijdens het Carboon leefde in het gebied van het huidige Canada
In 1882 benoemde John William Dawson Amblyodon problematicum op basis van een fossiel gevonden bij Joggins. De soortaanduiding betekent 'de problematische', een verwijzing naar de beperkte resten. De geslachtsnaam was echter al bezet door de vis Amblyodon Agassiz 1846. Margaret C. Steen benoemde daarom in 1934 een vervangende naam: Leiocephalikon, het 'gladkopje'.
Het holotype RM 3061-10 is gevonden in de Jogginsformatie. Het bestaat uit een onderkaak met tanden. Negen specimina werden toegewezen, voornamelijk kaakfragmenten maar ook de gedeeltelijke skeletten NMC 10045 en NMC 10049. Het is echter de vraag of die laatste betrouwbaar met het holotype in verband te brengen zijn.
Steen benoemde ook een tweede soort: Leiocephalikon eutheton, de 'goed in elkaar gezette'. Dit wordt vaak als een jonger synoniem gezien van de typesoort.
Leiocephalikon lijkt sterk op Cardiocephalus. Een verschil is dat er drie in plaats van twee rijen coronoïde tanden zijn; en deze tanden zijn ook langer. 